# Thecla bolima
Thecla bolima är en fjärilsart som beskrevs av William Schaus 1902. Thecla bolima ingår i släktet Thecla och familjen juvelvingar. Inga underarter finns listade i Catalogue of Life.